# Perizoma bipuncta
Perizoma bipuncta är en fjärilsart som beskrevs av Jan Stach 1922. Perizoma bipuncta ingår i släktet Perizoma och familjen mätare. Inga underarter finns listade i Catalogue of Life.